# RTL 7 (Polen)
RTL 7 was een Poolse zender die opgericht is door de CLT-UFA (nu de RTL Group).
De zender zond uit van 7 december 1996 tot 1 maart 2002. Na de verkoop van de zender in juni 1999 werd de zender hernoemd in TVN Siedem. De zender riep herkenning op bij Nederlanders omdat het dezelfde promo's en leaders had als Veronica, toen deze nog bij de HMG zat. Naast veel buitenlandse series, zoals Friends, zond de zender ook Poolse en eigen programma's uit zoals 7 minut, Zoom en 52 minuty.